# 巴尼奥洛克雷马斯科
巴尼奥洛克雷马斯科（義大利語：Bagnolo Cremasco），是意大利克雷莫纳省的一个市镇。总面积10平方公里，人口4837人，人口密度483.7人/平方公里（2009年）。国家统计（ISTAT）代码为019005。